# Hüttenstuhlburren
Hüttenstuhlburren ist ein mit Verordnung des Regierungspräsidiums Tübingen vom 21. Dezember 1994 ausgewiesenes Naturschutzgebiet mit der Nummer 4.253.

## Lage
Das Naturschutzgebiet befindet sich im Naturraum Mittlere Kuppenalb. Es liegt auf der Hochfläche der Schwäbischen Alb rund 1000 m westlich des Ortsteils Eglingen der Gemeinde Hohenstein. Das Schutzgebiet ist Teil des FFH-Gebiets Nr. 7622-341 Großes Lautertal und Landgericht.

## Schutzzweck
Laut Verordnung ist der Schutzzweck
- die Erhaltung einer für die Mittlere Kuppenalb typischen Bergkuppe mit ihrem Biotopmosaik aus Wacholderheide unterschiedlicher Ausprägung und Gebüschgruppen, Waldflächen und Mähwiesen;
- die Erhaltung des auf Grund dieses Biotopmosaiks vorhandenen reizvollen, für die Mittlere Kuppenalb typischen Landschaftsbildes;
- die Erhaltung, Pflege und Verbesserung der Halbtrockenrasen mit ihren zahlreichen seltenen und zum Teil stark gefährdeten Pflanzen‑ und Tierarten;
- die Erhaltung der im Gebiet vorhandenen Doline als geologisches Zeugnis;
- die Erhaltung eines Biotopverbundes zwischen den Wacholderheideflächen am Hüttenstuhlburren und am Geißberg.

## Flora und Fauna
An gefährdeten Pflanzenarten sind vorhanden: Gewöhnliches Katzenpfötchen, Gelber Enzian, Echte Kugelblume, Fliegen-Ragwurz, Nelken-Sommerwurz, Gewöhnliche Kuhschelle und Berg-Gamander. In den Hecken und Feldgehölzen des Gebietes brüten die Vogelarten Neuntöter, Bluthänfling, Fitis und Baumpieper.

## Kindernaturschutzgebiet
Das bundesweit erste Kindernaturschutzgebiet wurde von der Gemeinde Hohenstein eingerichtet und grenzt an das Naturschutzgebiet Hüttenstuhlburren. Inhalte und Themen des benachbarten Naturschutzgebietes werden in Spielgeräten und Spielanleitungen übertragen, um den Kindern und Jugendlichen die Besonderheiten eines Naturschutzgebietes nahe zu bringen.